# Homestead Meadows South
Homestead Meadows South è un census-designated place degli Stati Uniti d'America, situato nella contea di El Paso dello Stato del Texas.
La popolazione era di 7 247 persone al censimento del 2010. Fa parte dell'area metropolitana di El Paso.

## Geografia fisica
Homestead Meadows South è situata a 31°48′30″N 106°10′15″W (31.808438, -106.170934).
Secondo lo United States Census Bureau, ha un'area totale di 3,6 miglia quadrate (9,4 km²).

## Società

### Evoluzione demografica
Secondo il censimento del 2000, c'erano 6.807 persone, 1.512 nuclei familiari e 1.439 famiglie residenti nella città. La densità di popolazione era di 2.033,0 persone per miglio quadrato (784,5/km²). C'erano 1.628 unità abitative a una densità media di 486,2 per miglio quadrato (187,6/km²). La composizione etnica della città era formata dal 60,95% di bianchi, lo 0,32% di afroamericani, lo 0,44% di nativi americani, lo 0,09% di asiatici, lo 0,06% di isolani del Pacifico, il 37,04% di altre razze, e l'1,10% di due o più etnie. Ispanici o latinos di qualunque razza erano il 96,17% della popolazione.
C'erano 1.512 nuclei familiari di cui il 71,2% aveva figli di età inferiore ai 18 anni, il 75,5% erano coppie sposate conviventi, il 14,9% aveva un capofamiglia femmina senza marito, e il 4,8% erano non-famiglie. Il 4,0% di tutti i nuclei familiari erano individuali e l'1,3% aveva componenti con un'età di 65 anni o più che vivevano da soli. Il numero di componenti medio di un nucleo familiare era di 4,50 e quello di una famiglia era di 4,60.
La popolazione era composta dal 42,2% di persone sotto i 18 anni, l'11,1% di persone dai 18 ai 24 anni, il 28,9% di persone dai 25 ai 44 anni, il 14,0% di persone dai 45 ai 64 anni, e il 3,8% di persone di 65 anni o più. L'età media era di 22 anni. Per ogni 100 femmine c'erano 95,0 maschi. Per ogni 100 femmine dai 18 anni in giù, c'erano 89,7 maschi.
Il reddito medio di un nucleo familiare era di 27.615 dollari, e quello di una famiglia era di 27.044 dollari. I maschi avevano un reddito medio di 18.670 dollari contro i 13.333 dollari delle femmine. Il reddito pro capite era di 6.709 dollari. Circa il 25,3% delle famiglie e il 26,7% della popolazione erano sotto la soglia di povertà, incluso il 30,7% di persone sotto i 18 anni e il 38,4% di persone di 65 anni o più.